# Carlos Pineda (futbolista)
Carlos Enrique Pineda López (San Nicolás, Honduras, 23 de septiembre de 1997) es un futbolista hondureño, juega de mediocentro defensivo y su actual club es el Sporting FC de la Primera División de Costa Rica.

## Trayectoria

### Olimpia
Carlos Pineda pasó por todo el sistema de divisiones menores del Club Deportivo Olimpia, institución a la que arribó cuando apenas tenía 5 años de edad. Trece años transcurrieron hasta que finalmente, el 14 de febrero de 2016, el argentino Héctor Vargas, entonces entrenador de Olimpia, le brindó la oportunidad de debutar en el máximo circuito del fútbol hondureño durante un partido contra el Vida, cuyo resultado fue un favorable 4-0. Ingresó de cambio al minuto 70, en sustitución de Óscar Salas. 
De cara al Apertura 2017, Olimpia decidió cederlo a préstamo por un año a la Universidad Pedagógica. Con los Lobos, debutó el 14 de octubre de 2017, contra Real España, en un triunfo a domicilio de 3-2.
Con Nahúm Espinoza a cargo de la dirección técnica del Albo, Pineda volvió a tener chances con el primer equipo. Así, el 14 de octubre de 2018 fue incluido en la oncena inicial que enfrentó el superclásico contra Motagua, válido por la decimocuarta fecha del Apertura 2018 y que concluyó con empate de 1-1 en el marcador. En ese encuentro tuvo la oportunidad de defender el mediocampo olimpista con Hendry Thomas, exseleccionado nacional y exjugador de la Premier League inglesa.
El 9 de enero de 2019, Real de Minas confirmó su cesión por seis meses, como petición expresa de su DT, Raúl Cáceres, quien llegó a dirigirlo en las divisiones menores de Olimpia. Con el cuadro minero, disputó catorce partidos del Clausura 2019. 
Con la llegada del argentino Pedro Troglio al banquillo de Olimpia, Pineda retornó al club y comenzó a tener mayor participación como jugador titular. De esa manera, fue incluido en la nómina que disputó la Liga Concacaf 2019, donde cayeron eliminados en semifinales ante el Deportivo Saprissa. Además, se consagró campeón del fútbol hondureño a finales de ese año y disputó la Liga de Campeones de la Concacaf 2020, donde eliminaron a Seattle Sounders en los octavos de final y a Montreal Impact en los cuartos de final.

## Selección nacional

### Selecciones juveniles
El 5 de mayo de 2017, Carlos Tábora lo incluyó en la lista de 21 jugadores convocados para disputar la Copa Mundial de Fútbol Sub-20 de 2017 en Corea del Sur. La selección de Honduras conformó, junto con Francia, Nueva Zelanda y Vietnam, el Grupo E de dicha justa mundialista. El 22 de mayo de 2017, Pineda jugó en el debut ante Francia, derrota de 3 a 0. El 28 de mayo de 2017, en el último encuentro, Honduras consiguió derrotar a Vietnam con resultado de 2 a 0 y Pineda también tuvo participación.

#### Participaciones con selecciones juveniles
| Competición                 | Sede          | Resultado      | Partidos | Goles |
| --------------------------- | ------------- | -------------- | -------- | ----- |
| Campeonato Sub-20 de 2017   | Costa Rica    | Subcampeón     | 5        | 0     |
| Copa Mundial Sub-20 de 2017 | Corea del Sur | Fase de grupos | 2        | 0     |

### Selección olímpica
Fue convocado por Fabián Coito para disputar los Juegos Panamericanos 2019, en los cuales la selección olímpica se quedó con la medalla de plata tras caer derrotada ante Argentina en la final.

#### Participaciones con selección olímpica
| Competición                  | Sede | Resultado        | Partidos | Goles |
| ---------------------------- | ---- | ---------------- | -------- | ----- |
| Juegos Panamericanos de 2019 | Lima | Medalla de plata | 5        | 0     |

### Selección absoluta
Ha sido internacional con la selección de fútbol de Honduras en cinco ocasiones. El 28 de agosto de 2019, Fabián Coito, entonces seleccionador de Honduras, lo incluyó en su convocatoria para afrontar dos encuentros amistosos ante las selecciones de Puerto Rico y Chile. Debutó el 5 de septiembre de 2019, en la goleada de 4-0 frente a Puerto Rico, y el 10 de septiembre de 2019, contra La Roja, también tuvo participación.

#### Participaciones con selección absoluta
| Competición              | Sede     | Resultado    | Partidos | Goles |
| ------------------------ | -------- | ------------ | -------- | ----- |
| Liga de Naciones 2019-20 | Concacaf | Tercer lugar | 3        | 0     |

## Estadísticas

### Clubes
Actualizado al último partido jugado: 10 de marzo de 2024.
| Club | Temporada           | Div.                | Liga  | Liga  | Copas nacionales | Copas nacionales | Torneos internacionales(1) | Torneos internacionales(1) | Total | Total | Media goleadora(2) |
| Club | Temporada           | Div.                | Part. | Goles | Part.            | Goles            | Part.                      | Goles                      | Part. | Goles | Media goleadora(2) |
| --- | ------------------- | ------------------- | ----- | ----- | ---------------- | ---------------- | -------------------------- | -------------------------- | ----- | ----- | ------------------ |
| Olimpia Honduras | 2015-16             | 1.ª                 | 1     | 0     | Inexistentes     | Inexistentes     | Inexistentes               | Inexistentes               | 1     | 0     | 0                  |
| Olimpia Honduras | 2016-17             | 1.ª                 | 3     | 0     | Inexistentes     | Inexistentes     | 0                          | 0                          | 3     | 0     | 0                  |
| Olimpia Honduras | 2018-19             | 1.ª                 | 1     | 0     | Inexistentes     | Inexistentes     | Inexistentes               | Inexistentes               | 1     | 0     | 0                  |
| Olimpia Honduras | 2019-20             | 1.ª                 | 25    | 2     | Inexistentes     | Inexistentes     | 8                          | 1                          | 32    | 3     | 0.09               |
| Olimpia Honduras | 2020-21             | 1.ª                 | 11    | 0     | Inexistentes     | Inexistentes     | 3                          | 0                          | 14    | 0     | 0                  |
| Olimpia Honduras | 2021-22             | 1.ª                 | 34    | 1     | Inexistentes     | Inexistentes     | 1                          | 1                          | 35    | 2     | 0.06               |
| Olimpia Honduras | 2022-23             | 1.ª                 | 37    | 0     | Inexistentes     | Inexistentes     | 9                          | 0                          | 46    | 0     | 0                  |
| Olimpia Honduras | 2023-24             | 1.ª                 | 29    | 2     | Inexistentes     | Inexistentes     | 3                          | 1                          | 32    | 3     | 0.09               |
| Olimpia Honduras | Total               | Total               | 141   | 5     | 0                | 0                | 24                         | 3                          | 165   | 8     | 0.05               |
| Universidad Pedagógica Honduras | 2017-18             | 1.ª                 | 1     | 0     | Inexistentes     | Inexistentes     | Inexistentes               | Inexistentes               | 1     | 0     | 0                  |
| Universidad Pedagógica Honduras | Total               | Total               | 1     | 0     | 0                | 0                | 0                          | 0                          | 1     | 0     | 0                  |
| Real de Minas Honduras | 2018-19             | 1.ª                 | 14    | 0     | Inexistentes     | Inexistentes     | Inexistentes               | Inexistentes               | 14    | 0     | 0                  |
| Real de Minas Honduras | Total               | Total               | 14    | 0     | 0                | 0                | 0                          | 0                          | 14    | 0     | 0                  |
| Total en su carrera | Total en su carrera | Total en su carrera | 156   | 5     | 0                | 0                | 24                         | 3                          | 180   | 8     | 0.04               |
| (1) Incluye datos de la Liga de Campeones de la Concacaf (2016-20) y la Liga Concacaf (2019-20). (2) No incluye datos de partidos amistosos. |                     |                     |       |       |                  |                  |                            |                            |       |       |                    |

### Selección nacional
Actualizado al último partido jugado: 15 de noviembre de 2020.
| 1. | 5 de septiembre de 2019  | Estadio Nacional, Tegucigalpa, Honduras                        | Puerto Rico       | 4–0 |  | Amistoso                 |
| 2. | 10 de septiembre de 2019 | Estadio Olímpico Metropolitano, San Pedro Sula, Honduras       | Chile             | 2–1 |  | Amistoso                 |
| 3. | 10 de octubre de 2019    | Estadio Hasely Crawford, Puerto España, Trinidad y Tobago      | Trinidad y Tobago | 2–0 |  | Liga de Naciones 2019-20 |
| 4. | 13 de octubre de 2019    | Estadio Olímpico Metropolitano, San Pedro Sula, Honduras       | Martinica         | 1–0 |  | Liga de Naciones 2019-20 |
| 5. | 17 de noviembre de 2019  | Estadio Olímpico Metropolitano, San Pedro Sula, Honduras       | Trinidad y Tobago | 4–0 |  | Liga de Naciones 2019-20 |
| 6. | 10 de octubre de 2020    | Estadio Carlos Miranda, Comayagua, Honduras                    | Nicaragua         | 1–1 |  | Amistoso                 |
| 7. | 15 de noviembre de 2020  | Estadio Doroteo Guamuch Flores, Ciudad de Guatemala, Guatemala | Guatemala         | 1–2 |  | Amistoso                 |

### Resumen estadístico
| Competición           | Partidos | Goles | Promedio |
| --------------------- | -------- | ----- | -------- |
| Liga                  | 52       | 2     | 0.04     |
| Copas nacionales      | 0        | 0     | 0        |
| Copas Internacionales | 10       | 1     | 0.1      |
| Selección de Honduras | 7        | 0     | 0        |
| Total                 | 69       | 3     | 0.04     |

## Palmarés

### Campeonatos nacionales
| Título          | Club    | País     | Año  |
| --------------- | ------- | -------- | ---- |
| Torneo Clausura | Olimpia | Honduras | 2016 |
| Torneo Apertura | Olimpia | Honduras | 2019 |